# 周有光
周有光（1906年1月13日—2017年1月14日），原名周耀平，笔名有光，后成为号，男，汉族，江苏常州人，中国语言学家、文字学家及超級人瑞。
周有光青年和中年时期主要从事经济、金融工作，当过经济学教授，1955年开始专职从事语言文字研究，曾参加拟定《汉语拼音方案》（1958年公布）、建立了漢語拼音系統，被若干媒体称作“汉语拼音之父”。几十年来一直致力于中国大陆的语文改革。作家沈从文是他的连襟。

## 生平

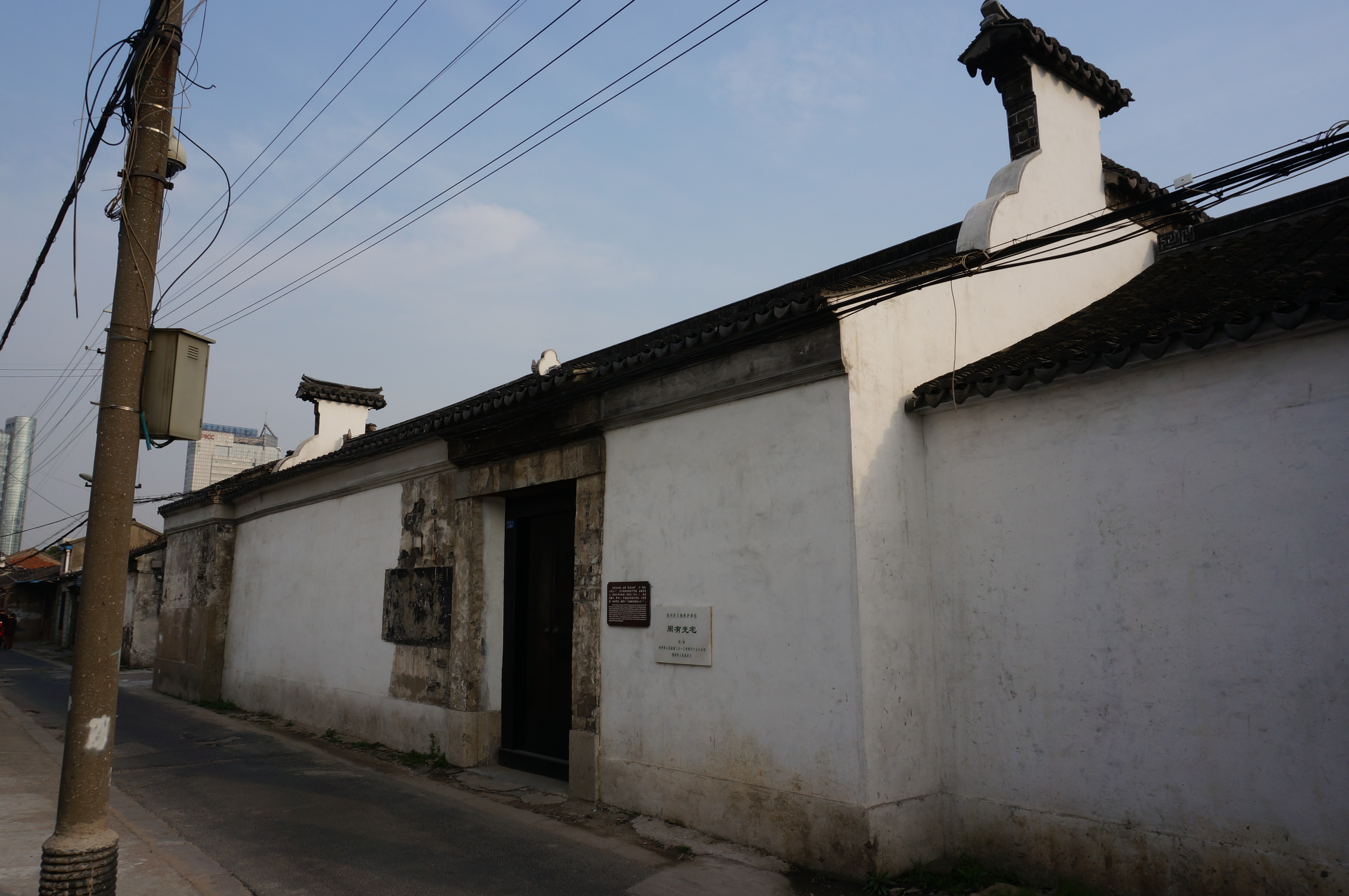
常州青果巷周有光故居

### 家世
1906年1月13日，周有光生于江苏常州府青果巷，祖籍江苏宜兴。曾祖父是清朝的官员，在常州经营棉纺、织布、当铺等产业。清朝咸丰年间，太平军攻打常州，曾祖父全力支持清军守城，以家产供守城清军军饷，后常州城被攻破，曾祖父投水自尽，周家的雄厚家财尽失，从此家道开始衰败。

### 民国时期

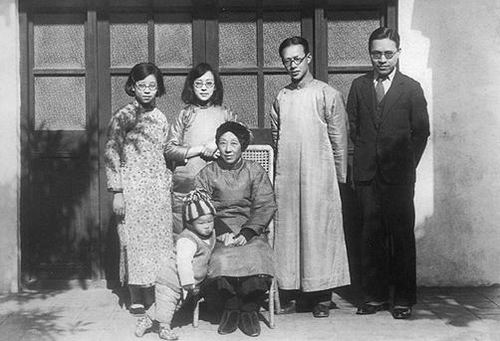
周有光一家

六歲時，入讀常州的新式育志小學。十二歲时，随全家迁居苏州，入鎮江中學。1918年，入常州高级中学预科，一年后正式升入中学，与后来同样成为语言学家的吕叔湘同学，比周有光高一級。1923年，中学毕业，成绩优异。考上了南京高等师范学校和上海圣约翰大学，因家庭經濟每況愈下，無力繳交學費，有幸得到姐姐同事朱毓君的资助，为周有光凑齐了200元学费，遂入讀聖約翰大學。主修经济学，兼修语言学。1925年，上海发生“五卅惨案”，發生師生離校事件，周有光也一起離開聖約翰到新成立的光华大学继续学习。1927年，大学毕业。1933年4月30日，与张允和结婚。结婚后夫妇同往日本留学。因仰慕日本马克思主义经济学家河上肇，而考入京都帝國大学，但河上肇在1933年1月就已经被逮捕入狱，周有光未能如愿作成河上肇的学生。1934年4月30日，周有光与张允和结婚一周年纪念日，他们的儿子晓平出生。1935年，放弃日本的学业返回上海，任教於光华大学，並且在上海银行兼职，同時参加了反日救国会，在章乃器小组。女儿小禾出生。
1937年，中國抗日戰爭爆发后，带全家逃难到四川，先在新华银行任职，后调入国民政府经济部农本局任重庆办事处副主任，主管四川省合作金库。1945年，抗战胜利复回新华银行工作，1946年底被派驻纽约，伦敦。工作之余，利用业余时间读书，学习。1947年，经何廉介绍曾与爱因斯坦閒談过两次。1948年，在香港参加中国民主建国会。

### 中华人民共和国时期

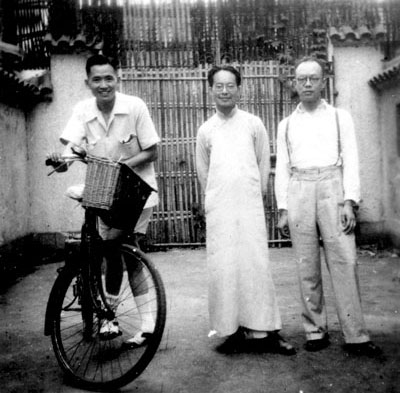
1946年，顾传玠、沈从文和周有光的合照

1949年，解放军占領上海后由许涤新介绍，乘《大公报》包租的“盛京轮”在6月3日从香港回到上海，任复旦大学经济研究所和上海财经学院教授，并在上海新华银行、中国人民银行华东区行兼职。1954年，因为之前已发表、出版过一些关于拼音和文字改革的论文和书籍，周有光被中国文字改革委员会邀请担任汉语拼音方案委员会委员。1955年10月，到北京参加全国文字改革会议，会后被留在中国文字改革委员会工作，参加制订汉语拼音方案，任中国文字改革委员会和国家语言文字工作委员会研究员、第一研究室主任，兼任中国社会科学院研究生院教授，放弃了在上海的经济学教学工作。这一变动无意中帮助周有光躲过了1957年开始的，在上海以经济学界为重点的“反右运动”。1958年开始，在北京大学和中国人民大学讲授汉字改革课程，讲义《汉字改革概论》于1961年出版。1966年，文化大革命开始后，被打成“反动学术权威”，房子亦被造反派占去。1969年，被下放到宁夏平罗“五七干校”劳动，劳动之余，凭借带去的各种语言版的《毛主席语录》开始比较文字研究。1971年，九一三事件发生后，周有光与其他老年知识分子被放回家。
1979年4月，国际标准化组织在华沙召开文献技术会议。周有光在会上代表中华人民共和国发言，提议采用“汉语拼音方案”作为拼写汉语的国际标准，1982年国际标准化组织通过国际投票，认定汉语拼音方案为拼写汉语的国际标准（ISO 7098）。1980年开始，成为翻译《简明不列颠百科全书》的中美联合编审委员会和顾问委员会中方三委员之一，另两位委员是刘尊棋和钱伟长。1989年离休，继续在家中研究和著述。2003年冬到2004年春天，重病住院。2005年，出版文集《百岁新稿》，书序中自勉“希望《百岁新稿》不是我的最后一本书”。2006年1月13日，周有光年满一百岁，1月10日他生日三天前，中国教育部和国家语言文字工作委员会为他举办了“庆贺周有光先生百龄华诞座谈会”。2008年，出版《周有光百岁口述》。2010年出版《朝闻道集》，亚马逊中国网站即有销售。人民网也有书评称：“气势磅礴，洋洋洒洒，敢讲真话，妙趣横生，往往使人读得怦然心动。”2011年出版《拾贝集》。2016年1月13日，以110歲高齡成為超級人瑞。次年1月14日清晨在北京协和医院逝世，享嵩壽111歲，遺體於1月21日在北京市東郊殯儀館火化。

## 家庭

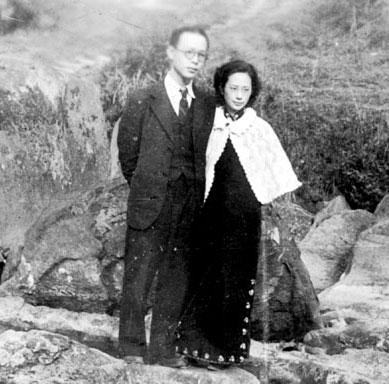
1938年，周有光和妻子张允和。

周有光的夫人是张允和（1909年7月25日－2002年8月14日），昆曲研究家，合肥四姐妹之一。张允和的曾祖父张树声为晚清高官，父亲张武龄是民国初年的富商，热心投资教育；张允和有六个兄弟、三个姊妹。四个姐妹中，大姐张元和嫁给昆曲名家顾传玠，二姐张允和即为周有光的夫人，三妹张兆和的丈夫是作家沈从文，四妹张充和嫁给德裔美籍汉学家傅汉思。张允和与她的三个姐妹同为上海中国公学的第一批预科女学生。叶圣陶曾说：“九如巷张家的四个才女，谁娶了她们都会幸福一辈子。”
早在1925年，由于周有光的妹妹周俊人与张允和同学，两家的兄弟姊妹们便已相互认识。1928年周有光、张允和同在上海读书时，交为朋友。1932年上海发生战乱，为了安全起见，张允和借读于杭州之江大学，适时周有光任教于杭州民众教育学院，两人开始自由恋爱。1933年4月30日周有光、张允和结为夫妻。结婚整1年时，他们有了第一个孩子——儿子晓平，1935年又有了女儿小禾。1941年全家在重庆避难，女儿小禾患盲肠炎夭折。1959年，孙女周和庆出生。1993年重孙子出生，取名周安迪。2015年1月22日，周有光之子周晓平先于其父去世，周有光深受打击。

## 学术
周有光前半生正式专业为经济学，但自述上大学时就开始对语言学、文字改革产生兴趣，参加了拉丁化新文字运动。美国国会图书馆既藏有周有光的经济学著作，也藏有他的语言学著作。

## 政治立场

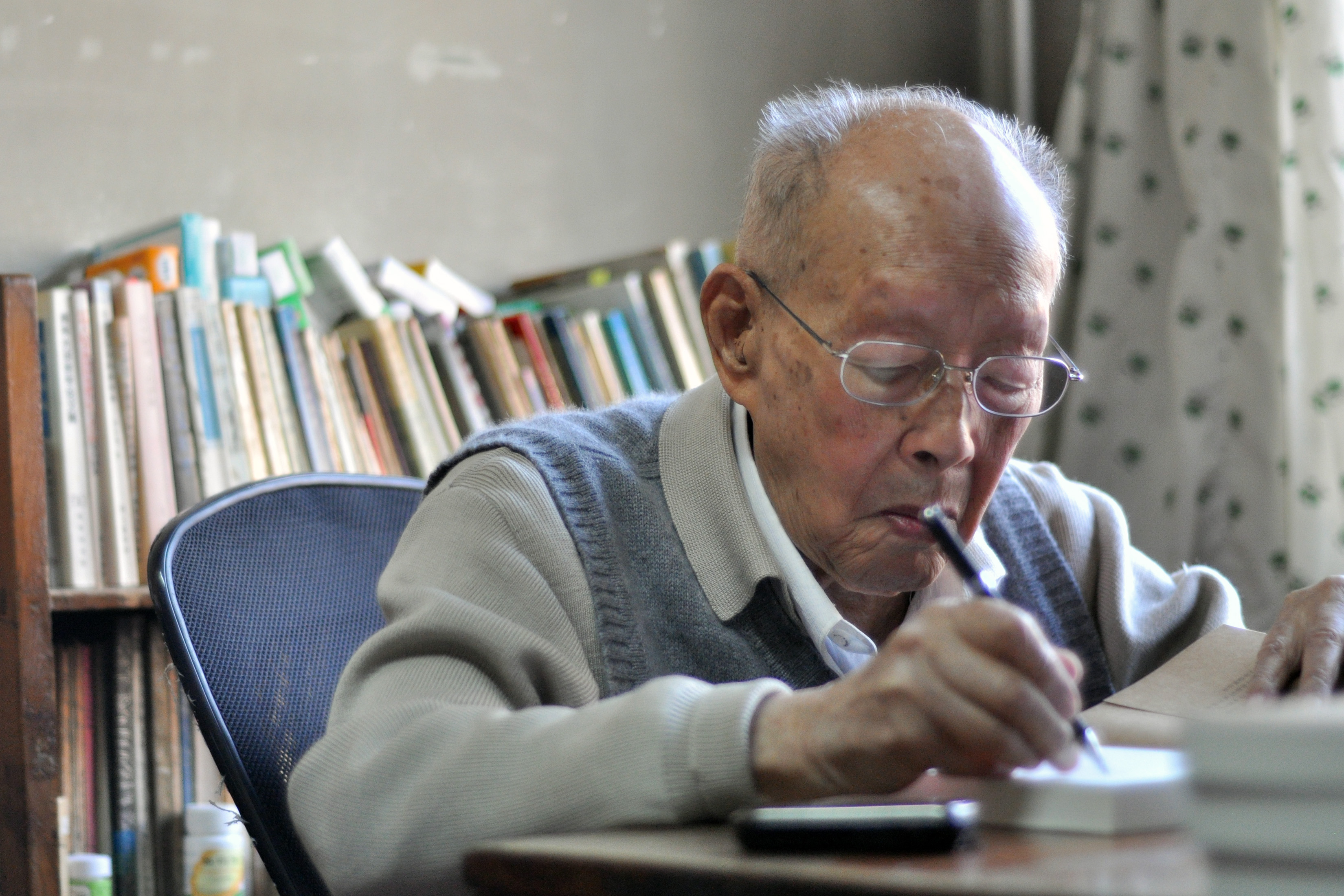
2012年，家中写作的周有光

2012年3月，周有光在接受英国广播公司采访时表示由于自己参加了1955年的全国文字改革会议而因此逃过一劫：“反右运动，美国回来的大学教授都是‘右派’，有的就自杀了；我的好朋友都自杀了……我逃过了一个上海反右运动。”针对毛泽东和中国共产党，他表示：“我们都相信他，都相信毛泽东这话，要搞民主的，不知道他上台以后搞了最最坏的专制。” “中国将来必须放弃共产主义，只要中国一天离不开共产主义，中国的前途就无法摆脱黑暗。” 同时他并没有为自己回国而感到后悔。
2013年3月，周有光表示中國須棄專制走民主路：“中國不適合民主？這等於說中國人不適合吃西餐一樣荒謬。” “貪官當然要抓，但抓了貪官不等於政府就好了，問題在於專制，不是貪官。專制下必然有貪官，民主制度下貪官少，因為人民可以講話，你做壞事我下次不選舉你，專制就不行。 ” “我們的憲法規定得很清楚，人民有很多自由，但現在一樣都沒有；憲法上有民主條文，但是空的，沒有真的東西。大家希望它能夠慢慢開明。”
2014年2月《德国之声》转载德国新闻周刊《明镜》引述周有光的话说：
我一生中只对一件事情感到遗憾，共产党没有遵守承诺，中国始终没有民主。毛泽东搞得一塌糊涂。

## 评价
周有光生于清朝光绪三十一年腊月十九（1906年1月13日），经历了清政府、北洋政府、国民党政府、共产党政府四个时期，故被友人戏称为“四朝元老”。因为敬佩周有光的博学，他的连襟沈从文曾送他“周百科”的外号。
中国大陆官方学术界对周有光本人，和他为中国语文改革做出的贡献有相当高的评价，中华人民共和国教育部网站介绍周有光是“卓越的语言文字学家”、“具有……完美的人格品质”，全国人大常委会副委员长许嘉璐在给周有光一百岁寿辰的贺辞中评价他“全身心地投入祖国的语文改革，做出了巨大贡献”。
较之简化汉字，汉语拼音在整體华人社会更被接受。儘管台湾一度采用通用拼音並放弃汉语拼音，但2002年起台北市就以汉语拼音作为音译標準。時任台北市市長马英九曾表示：“汉语拼音自1958年问世以来，已使用46年，是一个成熟、全球广泛使用的系统。”2009年起，中華民國正式改採漢語拼音為音譯標準。
2018年1月13日的Google涂鸦以动画形式纪念周有光诞辰112周年。

## 著作
以下书目根据《周有光著作单行本目录》（《百岁新稿》，265—267页）。
- 《新中国的金融问题》（新经济丛书第二种），香港经济导报社1949年第1版。
- 《中国拼音文字研究》，上海东方书店1952年第1版，1953年第6版。
- 《资本的原始积累》，华东人民出版社1954年版，上海人民出版社1955年版。
- 《字母的故事》，上海东方书店1954年第1版；上海教育出版社1958年修订版。
- 《拼音字母基础知识》，文字改革出版社1959年第1版。
- 《汉字改革概论》，文字改革出版社1961年第1版；1964年修订第2版；1979年第3版；香港尔雅舍1978年修订本；“日本罗马字社”1985年日文翻译版，译者日本橘田广国。
- 《电报拼音化》，文字改革出版社1965年第1版。
- 《汉语手指字母论集》，周有光等著，文字改革出版社1965年第1版。
- 《拼音化问题》，文字改革出版社1980年第1版。
- 《汉字声旁读音便查》，吉林人民出版社1980年第1版。
- 《语文风云》，文字改革出版社1981年第1版。
- 《中国语文的现代化》，上海教育出版社1986年第1版。
- 《世界字母简史》，上海教育出版社1990年第1版。
- 《汉语拼音词汇》，周有光主编，文字改革出版社1950年初稿本，1964年修订版；语文出版社1989年重编。
- 《新语文的建设》，语文出版社1992年第1版。
- 《中国语文纵横谈》，人民教育出版社1992年第1版
- 《汉语拼音方案基础知识》，语文出版社1995年第1版；香港三联书店1997年第1版。
- 《语文闲谈》“初编”上下两册，1995年第1版，1997年第2版；“续编”上下两册，1997年第1版；“三编”上下两册，2000年第1版；生活·读书·新知三联书店。
- 《文化畅想曲》，中国青年出版社1997年第1版。
- 《世界文字发展史》，上海教育出版社1997年第1版；上海“世界文库”2003年修订再版。
- 《中国语文的时代演进》，“了解中国丛书”，清华大学出版社1997年第1版；美国俄亥俄大学“Pathways丛书”2003中英文对照本第1版，英文译者美国张立青教授。
- 《比较文字学初探》，语文出版社1998年第1版。
- 《多情人不老》，张允和、周有光合著，“双叶集丛书”，江苏文艺出版社1998年第1版。
- 《汉字和文化问题》，费锦昌选编，“汉字与文化丛书”，辽宁人民出版社1999年第1版。
- 《新时代的新语文》（战后新兴国家的语文新发展），生活·读书·新知三联书店1999年第1版
- 《人类文字浅说》，“百种文字小丛书”，语文出版社2000年第1版。
- 《现代文化的冲击波》，生活·读书·新知三联书店2000年第1版。
- 《21世界的华语和华文》（周有光耄耋文存），生活·读书·新知三联书店2002年第1版。
- 《周有光语文论集》，苏培成选编，共四册，上海文化出版社，2002年第1版。
- 《百岁新稿》，生活·读书·新知三联书店2005年第1版。
- 《朝闻道集》，世界图书出版公司，2010年
- 《拾贝集》，世界图书出版公司，2011年
- 《今日花开又一年》，中国文史出版社，2011年
- 《我的人生故事》，當代中國出版社，2013年
- 《逝年如水 - 周有光百年口述》，浙江大學出版社，2015年